# مسافر قاچاق (فیلم ۲۰۲۱)
مسافر قاچاق (به انگلیسی: Stowaway) یک فیلم دلهره‌آور و علمی تخیلی آمریکایی-آلمانی محصول سال ۲۰۲۱ با بازی آنا کندریک، تونی کولت، دنیل دای کیم و شامیر اندرسون است.

## خلاصه داستان
در فیلم مسافر قاچاق، دنیل دای کیم نقش زیست‌شناسی را در یک فضاپیما ایفا می‌کند که مقصدش کره مریخ است. یک مسافر قاچاق از پیش پنهان شده در فضاپیما (با بازی آندرسون) تصادفاً باعث خسارت شدیدی به سیستم‌های پشتیبان حیات فضاپیما می‌شود.
به دنبال کاهش منابع غذایی و در نتیجه پیامدهای جدی و سخت حاصل از آن، یک محقق پزشکی (با بازی کندریک) تنها کسی است که نظرش مخالف منطق واقع‌بینانه و خونسردانه رئیسش (با بازی کولت) و همچنین زیست‌شناس فضاپیما است.

## مشروح داستان
«مارینا بارنت»، فرمانده مأموریت، به همراه «دیوید کیم»، زیست‌شناس، و «زویی لوِنسون»، پژوهشگر پزشکی، با فضاپیمای MTS-42 به سوی مریخ پرتاب می‌شوند. این مأموریت دو ساله است. پس از پرتاب، مرحلهٔ بالایی موشک توسط کابل‌هایی به طول ۴۵۰ متر به بدنهٔ اصلی فضاپیما متصل می‌شود تا به‌عنوان وزنهٔ تعادل برای ایجاد گرانش مصنوعی مبتنی بر اینرسی عمل کند.
کمی پس از آغاز سفر، بارنت متوجه می‌شود که «مایکل آدامز»، مهندس پرتاب، به‌صورت ناخواسته و بی‌هوش میان دو ماژول گیر کرده است. او در حین سقوط، به دستگاه تصفیهٔ دی‌اکسید کربن آسیب می‌زند و باعث خرابی آن می‌شود.
خدمه مجبور می‌شوند از کپسول‌های اضطراری هیدروکسید لیتیم برای تصفیهٔ هوای داخل سفینه استفاده کنند، اما این کپسول‌ها توان پشتیبانی از چهار نفر را ندارند. بارنت دستور می‌دهد که دیوید پروژهٔ کشت جلبک‌هایش را زودتر از برنامه، درون فضاپیما آغاز کند. تنها نیمی از جلبک‌ها زنده می‌مانند و فقط برای تأمین اکسیژن سه نفر کافی هستند. اگر راهی برای تأمین اکسیژن بیشتر پیدا نشود، همهٔ خدمه پیش از رسیدن به مریخ دچار خفگی خواهند شد.
بارنت از مرکز کنترل مأموریت می‌خواهد راه‌حلی برای نجات هر چهار نفر بیابد، اما تنها گزینه، پیاده‌روی فضایی بسیار خطرناکی است که طی آن باید از کابل‌ها بالا رفته و از مرحلهٔ سوختهٔ موشک، اکسیژن مایع برداشت شود. این راه بیش از حد پرخطر ارزیابی می‌شود. بارنت و دیوید کم‌کم خود را آماده می‌کنند که مایکل را قربانی کنند، اما زویی آن‌ها را متقاعد می‌کند ده روز صبر کنند تا شاید راه‌حل دیگری پیدا شود.
پس از سه روز، دیوید با نقض دستورها، حقیقت را با مایکل در میان می‌گذارد و به او پیشنهاد تزریق بی‌درد مرگبار می‌دهد. مایکل تقریباً تصمیم به خودکشی می‌گیرد، اما زویی مانع می‌شود و از او می‌خواهد مدتی دیگر مقاومت کند. او تصمیم می‌گیرد خودش برای آوردن اکسیژن مایع به کابل‌ها صعود کند. دیوید خبر می‌دهد که باقی‌ماندهٔ جلبک‌ها نیز مرده‌اند و حالا تنها برای دو نفر اکسیژن باقی مانده است. او با زویی همراه می‌شود.
زویی و دیوید عملیات پیاده‌روی فضایی را انجام می‌دهند و به‌صورت اضطراری و غیررسمی، دو سیلندر را پر از اکسیژن می‌کنند. اما وقوع یک شراره خورشیدی بسیار پرانرژی باعث می‌شود مجبور شوند یکی از سیلندرها را رها کنند. آن‌ها به فضاپیما بازمی‌گردند، اما بر اثر خرابی بحرانی تجهیزات، همان سیلندر باقی‌مانده هم از دست می‌رود.
پس از بازگشت، متوجه می‌شوند مخزن بزرگ اکسیژن به دلیل اتصال غیراستاندارد در حال نشت است و تنها راه نجات، فداکاری یک نفر برای بازگرداندن سیلندر رهاشده است؛ درحالی‌که در معرض تابش مرگبار خواهد بود. مارینا باید زنده بماند چون تنها خلبان سفینه است. هر سه نفر دیگر داوطلب فداکاری می‌شوند.
از آن‌جا که مایکل آموزش‌ندیده است و او و دیوید خانواده دارند، زویی نهایتاً خودش تصمیم به انجام این کار می‌گیرد. او موفق می‌شود سیلندر را پر کرده و به فضاپیما بازگرداند، اما دچار مسمومیت پرتویی می‌شود. زویی لحظات پایانی عمرش را در بیرون سفینه، خیره به تصویر کمرنگی از مریخ در میان ستارگان، سپری می‌کند.

## تولید
فیلمبرداری از ۱۱ ژوئن ۲۰۱۹ در کلن و مونیخ آغاز شد. اسکات مانلی مشاور این فیلم بود.

## انتشار فیلم
در دسامبر سال ۲۰۲۰، نتفلیکس حق پخش فیلم را به دست آورد و در سال ۲۰۲۱ منتشر شد.